# Бјел (Атлантски Пиринеји)
Бјел (фр. Bielle) насеље је и општина у југозападној Француској у региону Аквитанија, у департману Атлантски Пиринеји која припада префектури Олорон Сен Мари.
По подацима из 2011. године у општини је живело 448 становника, а густина насељености је износила 17,66 становника/km². Општина се простире на површини од 25 km². Налази се на средњој надморској висини од 450 метара (максималној 1.973 m, а минималној 420 m).

## Демографија
| 1962. | 1968. | 1975. | 1982. | 1990. | 1999. | 2011. |
| ----- | ----- | ----- | ----- | ----- | ----- | ----- |
| 547   | 551   | 509   | 445   | 470   | 436   | 448   |

График промене броја становника у току последњих година